# Windfoilen

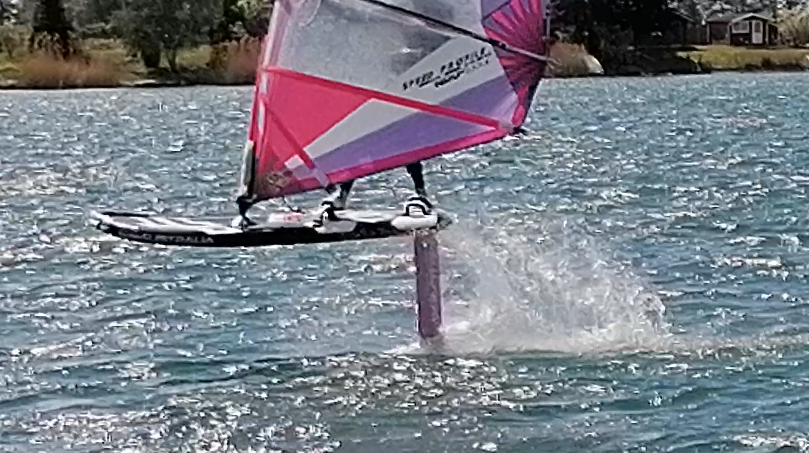
Een windfoiler in actie

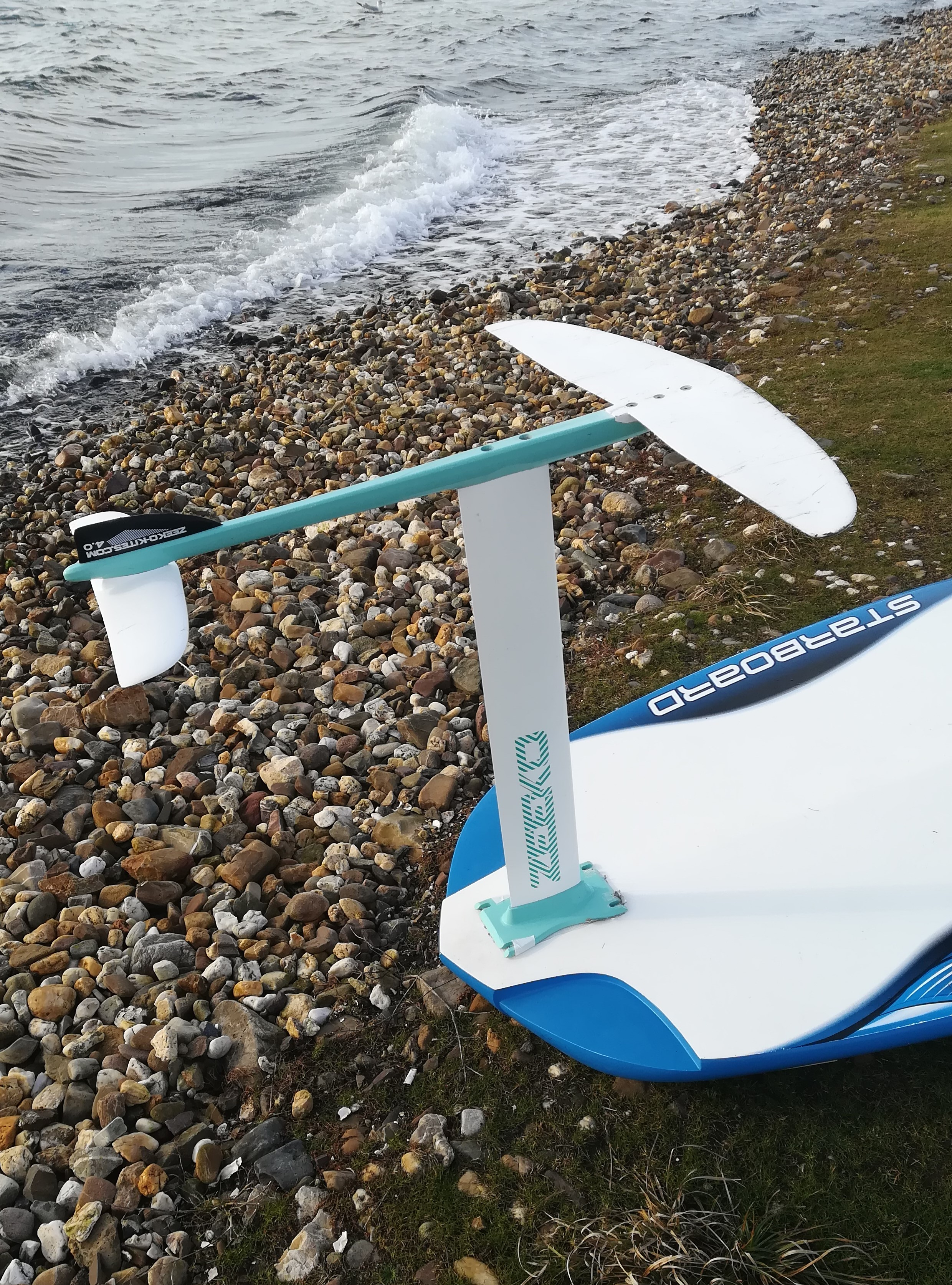
Windfoilset aan de waterkant

Windfoilen is een watersport die lijkt op het windsurfen, maar met een ander type board of een klassiek board dat sterk genoeg is om een foil in te plaatsen. Op het board zelf plaatst men een zeil dat vastgemaakt wordt met een mastvoet. Windfoilen is niet te verwarren met wingfoilen, waarbij in plaats van een windsurfzeil een wing of vleugel gebruikt wordt om de surfer te liften. Tijdens het foilen komt de windsurfer uit het wateroppervlak omhoog bij het planeren, volgens het principe van een draagvleugelboot. De hoogte varieert tot maximum 90 centimeter. Door het liften van het board, kan de surfer met kleine(re) zeilmaten toch hoge(re) snelheden halen omdat het board minder weerstand ondervindt. Wie windfoilt kan dus kleinere zeilen gebruiken in vergelijking met een gewone windsurfer. Het is doorgaans een sport die vooral beoefend wordt met lichtere wind. Planeren bij windfoilen kan vanaf ongeveer 8 à 10 knopen, terwijl het minimum bij het windsurfen op 12 à 14 knopen ligt.

## Typische kenmerken
Een gewoon board blijft stabiel door contact met het water. Bij windfoilen valt dit contact weg en heeft het sturen een groter effect dan bij een normaal board. Windfoilen vergt een andere vaartechniek dan het windsurfen. Het type vleugelconstructie dat het board doet liften, noemt men de foil. Het plaatsen van de foil vereist extra stevigheid van het board omdat er meer druk op de vinbox uitgeoefend wordt bij het liften. Een deep tuttlebox is al sterker dan een gewone vinbox, maar toch worden de vinboxen in de nieuwe boards nog extra verstevigd. Formulaboards zijn over het algemeen sterk genoeg om te windfoilen.
| Board      | Veel volume, brede achterkant, meer scoop in de neus |
| Voetbanden | Aangepast positie omdat je meer naar voor staat      |
| Zeil       | Lichter, kleiner, andere snit                        |

## Geschiedenis
Hoewel het fenomeen relatief nieuw lijkt, werd er in de jaren tachtig al geëxperimenteerd met wat men in die tijd hydrofoilen noemde. De toen nog meters lange planken hadden een constructie die deed denken aan een draagvleugelboot. Pas sinds de grote windsurfmerken in 2017 aan de slag gingen met de ontwikkeling van de windfoil, brak de sport door. Zo is windfoilen vanaf 2024 een Olympische discipline.